# エンジェルツイート
エンジェルツイート(Angel Tweet)は、日本の競走馬・繁殖牝馬。主な勝ち鞍に2011年の東京2歳優駿牝馬、平和賞。NARグランプリ2011の2歳最優秀牝馬に選出された。
馬名は半分所有権を持つ放送作家の村上卓史がTwitterで公募したもので、この公募での2位の名前は「ナウ」であった。

## 戦績
- 特記事項なき場合、本節の出典はJBISサーチ[6]、地方競馬全国協会[2]

2011年7月20日、門別競馬場でのフレッシュチャレンジでデビュー予定も歩様の乱れが見つかり、出走取消。9月のフレッシュチャレンジで改めてデビューし、1着。続くヤングチャレンジカップ1で4着となったあとサッポロクラシックカップを勝ち、南関東に遠征。11月の平和賞では当初騎乗予定の真島大輔が肺疾患で騎乗を取り止め森泰斗の騎乗となり、レースではスタートから逃げを打ってそのまま押し切り重賞初制覇。鞍上の森も、これが南関東での重賞初制覇かつ通算700勝目となる勝利であった。このあと大井競馬場・森下淳平厩舎に移り、移籍初戦の東京2歳優駿牝馬でも再び逃げ切り勝利をおさめ、重賞2勝目。森下は、これが管理馬の重賞初勝利となった。GRANDAME-JAPAN2011の2歳シーズンは対象重賞への出走が東京2歳優駿牝馬のみであったため資格外であったが、2011年度のNARグランプリ各部門の選考では当年度から新設の2歳最優秀牝馬に選ばれ、兄で黒潮盃などを制したオオエライジンがNARグランプリ3歳最優秀牡馬に選出されたことで兄妹でNARグランプリの表彰馬となった。
3歳時は、当初はユングフラウ賞から始動予定も57kgの負担斤量を嫌って南関東牝馬クラシック三冠の一冠目である桜花賞に直接向かい、桜花賞ではスタートが悪く、かつて同じく角川秀樹厩舎に属していたコテキタイの3着。二冠目の東京プリンセス賞は逃げる自分の形に持ち込むがアスカリーブルの2着に終わり、このあと休養。秋は準重賞のムーンライトカップ、年末の東京シンデレラマイルともに二桁着順に終わり、4歳初戦の準重賞ウインタースプリントも15着に終わって、角川秀樹厩舎に戻る。北海道に戻ってからはエトワール賞、北海道スプリントカップ、ノースクイーンカップの3重賞に特別戦1つの4走するも勝ち星を挙げるには至らず、ノースクイーンカップ4着が最後の競馬となって2013年10月30日付で競走馬登録を抹消された。

## 競走成績
以下の内容は、JBISサーチ、netkeiba.com、地方競馬全国協会に基づく。
| 競走日     | 競馬場 | 競走名                  | 格     | 距離（馬場）  | 頭 数 | 枠 番 | 馬 番 | オッズ （人気） | 着順 | タイム （上り3F） | 着差 | 騎手      | 斤量 [kg] | 1着馬（2着馬）         | 馬体重 [kg] | 備考       |
| ---------- | ------ | ----------------------- | ------ | ------------- | ----- | ----- | ----- | --------------- | ---- | ----------------- | ---- | --------- | --------- | ---------------------- | ----------- | ---------- |
| 2011.07.20 | 門別   | フレッシュチャレンジ    | 新馬   | ダ1200m（良） | 10    | 2     | 2     |                 | 取消 |                   |      | 0岩橋勇二 | 54        | ガニュメデス           | 計不        |            |
| 0000.09.08 | 門別   | フレッシュチャレンジ    | 新馬   | ダ1200m（重） | 12    | 8     | 12    | 004.00（3人）   | 01着 | R1:13.5（38.6）   | -0.1 | 0岩橋勇二 | 54        | （ステリーネ）         | 482         |            |
| 0000.10.19 | 門別   | ヤングチャレンジC1      | OP     | ダ1200m（良） | 13    | 7     | 12    | 005.90（4人）   | 04着 | R1:13.6（38.3）   | -0.1 | 0岩橋勇二 | 54        | ゲンキ                 | 484         |            |
| 0000.11.01 | 門別   | サッポロクラシックC     | OP     | ダ1200m（良） | 8     | 5     | 5     | 008.40（4人）   | 01着 | R1:12.2（37.4）   | -0.8 | 0岩橋勇二 | 54        | （コメディルーティン） | 484         |            |
| 0000.11.16 | 船橋   | 平和賞                  | SIII   | ダ1600m（稍） | 12    | 4     | 4     | 013.80（7人）   | 01着 | R1:42.8（40.9）   | -0.5 | 0森泰斗   | 54        | （アイキャンディ）     | 479         |            |
| 0000.12.31 | 大井   | 東京2歳優駿牝馬         | SI     | ダ1600m（良） | 16    | 1     | 1     | 006.10（2人）   | 01着 | R1:40.8（38.7）   | -0.2 | 0森泰斗   | 54        | （エミーズパラダイス） | 471         |            |
| 2012.03.21 | 浦和   | 桜花賞                  | SI     | ダ1600m（良） | 11    | 3     | 3     | 002.00（1人）   | 03着 | R1:44.6（41.0）   | -0.8 | 0森泰斗   | 54        | コテキタイ             | 480         |            |
| 0000.05.10 | 大井   | 東京プリンセス賞        | SI     | ダ1800m（不） | 16    | 5     | 9     | 002.10（1人）   | 02着 | R1:54.2（41.0）   | -0.7 | 0森泰斗   | 54        | アスカリーブル         | 476         |            |
| 0000.10.02 | 大井   | '12ムーンライトC        | 準重賞 | ダ1600m（稍） | 15    | 7     | 12    | 005.30（4人）   | 10着 | R1:43.1（41.8）   | -1.8 | 0森泰斗   | 53        | ピエールタイガー       | 487         |            |
| 0000.12.30 | 大井   | 東京シンデレラマイル    | SIII   | ダ1600m（不） | 16    | 7     | 14    | 008.30（5人）   | 11着 | R1:43.6（42.2）   | -1.8 | 0本橋孝太 | 55        | ミヤサンキューティ     | 487         |            |
| 2013.01.24 | 大井   | '13ウインタースプリント | 準重賞 | ダ1200m（重） | 15    | 7     | 12    | 006.10（4人）   | 15着 | R1:15.7（41.1）   | -2.9 | 0森泰斗   | 53        | ミヤサンキューティ     | 490         |            |
| 0000.05.23 | 門別   | エトワール賞            | H3     | ダ1200m（良） | 12    | 7     | 9     | 014.10（5人）   | 06着 | R1:14.5（39.4）   | -1.0 | 0服部茂史 | 55        | ファイアーアップ       | 492         | [ 注釈 2 ] |
| 0000.06.13 | 門別   | 北海道スプリントC       | JpnIII | ダ1200m（良） | 14    | 3     | 4     | 445.3（12人）   | 09着 | R1:13.7（39.1）   | -1.5 | 0岩橋勇二 | 54        | セレスハント           | 496         |            |
| 0000.07.10 | 門別   | 輝け日高胆振農業特別    | A1A2-1 | ダ1700m（稍） | 10    | 8     | 10    | 004.40（3人）   | 03着 | R1:48.2（38.1）   | -0.8 | 0桑村真明 | 55        | サクラエクスプロー     | 490         |            |
| 0000.07.23 | 門別   | ノースクイーンC         | H2     | ダ1800m（良） | 9     | 8     | 8     | 008.10（3人）   | 04着 | R1:57.2（39.8）   | -1.0 | 0桑村真明 | 56        | クラキンコ             | 486         |            |

## 引退後
引退後は伏木田牧場に買い戻されて繁殖牝馬となった。初年度にシニスターミニスターと交配されて2015年3月12日に初仔（メテオバローズ）を出産したが、写真家の内藤律子によれば、その出産の際に仔馬が肛門を破って出てくるという事故が発生。離乳後に肛門の再建手術を行い、1年空胎ののちパイロを交配して2017年に2番仔（エンジェルパイロ）を出産も、この時にも肛門が傷つく事故が起こった。出産事故が相次いだことや2番仔が牝馬であったことから繁殖生活から引退し、村上が自前で引き取った。
なお2016年の交配の際には、「園田のファン向け」としてオオエライジンと4分の3同じ血統になるキングヘイローとの交配も計画されていた。

### 産駒一覧
|       | 生年   | 馬名             | 性 | 毛色   | 父                   | 馬主                 | 管理調教師     | 戦績    | 供用     | 出典                     |
| ----- | ------ | ---------------- | -- | ------ | -------------------- | -------------------- | -------------- | ------- | -------- | ------------------------ |
| 初仔  | 2015年 | メテオバローズ   | 牡 | 鹿毛   | シニスターミニスター | 猪熊広次             | 大井・森下淳平 | 31戦9勝 | （引退） | [ 18 ]                   |
| 2番仔 | 2017年 | エンジェルパイロ | 牝 | 黒鹿毛 | パイロ               | 伏木田達之、村上卓史 | 大井・森下淳平 | 27戦6勝 | （死亡） | [ 16 ] [ 19 ] [ 注釈 3 ] |

## 血統表
| エンジェルツイートの血統     | エンジェルツイートの血統                         | エンジェルツイートの血統       | （血統表の出典）               | （血統表の出典） |
| 父系                         | ヘイロー系                                       | ヘイロー系                     | ヘイロー系                     | [ § 2 ]          |
| 父 *タイキシャトル 1994 栗毛 | 父の父Devil's Bag 1981 鹿毛                      | Halo                           | Hail to Reason                 | Hail to Reason   |
| 父 *タイキシャトル 1994 栗毛 | 父の父Devil's Bag 1981 鹿毛                      | Halo                           | Cosmah                         |                  |
| 父 *タイキシャトル 1994 栗毛 | 父の父Devil's Bag 1981 鹿毛                      | Ballade                        | Herbager                       | Herbager         |
| 父 *タイキシャトル 1994 栗毛 | 父の父Devil's Bag 1981 鹿毛                      | Ballade                        | Miss Swapsco                   |                  |
| 父 *タイキシャトル 1994 栗毛 | 父の母*ウェルシュマフィン Welsh Muffin 1987 鹿毛 | Caerleon                       | Nijinsky II                    | Nijinsky II      |
| 父 *タイキシャトル 1994 栗毛 | 父の母*ウェルシュマフィン Welsh Muffin 1987 鹿毛 | Caerleon                       | Foreseer                       |                  |
| 父 *タイキシャトル 1994 栗毛 | 父の母*ウェルシュマフィン Welsh Muffin 1987 鹿毛 | Muffitys                       | Thatch                         | Thatch           |
| 父 *タイキシャトル 1994 栗毛 | 父の母*ウェルシュマフィン Welsh Muffin 1987 鹿毛 | Muffitys                       | Contrail                       |                  |
| 母 フシミアイドル 2002 鹿毛  | 母の父*リンドシェーバー 1988 鹿毛                | Alyder                         | Raise a Native                 | Raise a Native   |
| 母 フシミアイドル 2002 鹿毛  | 母の父*リンドシェーバー 1988 鹿毛                | Alyder                         | Sweet Tooth                    |                  |
| 母 フシミアイドル 2002 鹿毛  | 母の父*リンドシェーバー 1988 鹿毛                | *ベーシイド                    | Cool Moon                      | Cool Moon        |
| 母 フシミアイドル 2002 鹿毛  | 母の父*リンドシェーバー 1988 鹿毛                | *ベーシイド                    | Polondra                       |                  |
| 母 フシミアイドル 2002 鹿毛  | 母の母フシミラッキー 1985 黒鹿毛                 | *ブレイヴェストローマン        | Never Bend                     | Never Bend       |
| 母 フシミアイドル 2002 鹿毛  | 母の母フシミラッキー 1985 黒鹿毛                 | *ブレイヴェストローマン        | Roman Song                     |                  |
| 母 フシミアイドル 2002 鹿毛  | 母の母フシミラッキー 1985 黒鹿毛                 | フイメール                     | *フォルティノ                  | *フォルティノ    |
| 母 フシミアイドル 2002 鹿毛  | 母の母フシミラッキー 1985 黒鹿毛                 | フイメール                     | ヨドフジ                       |                  |
| 母系(F-No.)                  | アストニシメント(GB)系(FN:7-c)                   | アストニシメント(GB)系(FN:7-c) | アストニシメント(GB)系(FN:7-c) | [ § 3 ]          |
| 5代内の近親交配              | アウトブリード                                   | アウトブリード                 | アウトブリード                 | [ § 4 ]          |
| 出典                         | 1. 2. 3. 4.                                      | 1. 2. 3. 4.                    | 1. 2. 3. 4.                    | 1. 2. 3. 4.      |

- 半兄にオオエライジン（報知オールスターカップ、黒潮盃、兵庫ダービー、兵庫大賞典2回ほか）[21]。北海道サマーセールで購買した時点ではオオエライジンは1勝馬の身だったが、のちにオオエライジンが重賞勝ち馬になると「良血馬をよく買えたね」と言われるようになったと村上は振り返っている[5]。7代母にクリフジがいる血統だが、伏木田牧場ではクリフジにたどれる血統とは知らなかった[17]。
- 祖母フシミラツキーは北海優駿の勝ち馬[22]。